# Opuntia ficus-indica
Opuntia ficus-indica (basioniem: Cactus ficus-indica) is een vijgcactus. 
De plant is een uitgebreid vertakte, tot 5 m hoge cactus. De plant vormt ovale, tot 50 cm lange en 20 cm brede schijven. De schijven bezitten wratvormende kussentjes met veel, fijne, stekende borstels (glochiden) met één of twee kleine doornen, die bij aanraking kunnen afbreken en in de huid terechtkomen. In de huid kunnen de doornen ontstekingsreacties veroorzaken. Gekweekte planten zijn vaak doornloos. Aan jonge spruiten zitten snel afvallende tot 3 mm lange bladeren. De tweeslachtige bloemen zitten meestal talrijk aan de bovenrand van eindstandige schijven. Het vruchtbeginsel zit in een gedrongen, eivormige bloeischeut waar de 7-10 cm brede kroon van vele bloembladen op staat.
De vrucht (cactusvijg) is een eivormige of ovale, 5-10 cm lange en tot 6 cm brede bes, die in een ronde, verzonken navel eindigt. De vrucht is zowel van binnen als van buiten groenig-geel of oranje- tot wijnrood. De dunne schil is glad en bezet met glochiden  en stekels. De vruchten kunnen worden gehalveerd en worden uitgelepeld. Het sappige vruchtvlees is zacht-vlezig en bevat vele circa 5 mm grote zaden. De zaden kunnen met het vruchtvlees worden opgegeten.
Niet alleen zijn de vruchten eetbaar, de succulente schijven kunnen na het verwijderen van de doornen als groente worden gekookt en gegeten. De plant wordt vaak als haag gebruikt. De cochenille-schildluis (Dactylopius coccus) parasiteert op deze plant. Dit insect levert een rode kleurstof voor de cosmetica- en voedingsmiddelenindustrie.
Opuntia ficus-indica komt van nature voor in Mexico en kan wereldwijd in vorstvrije, droge gebieden aangetroffen worden. Ook is de plant in het staatswapen en in de vlag van Mexico verwerkt.

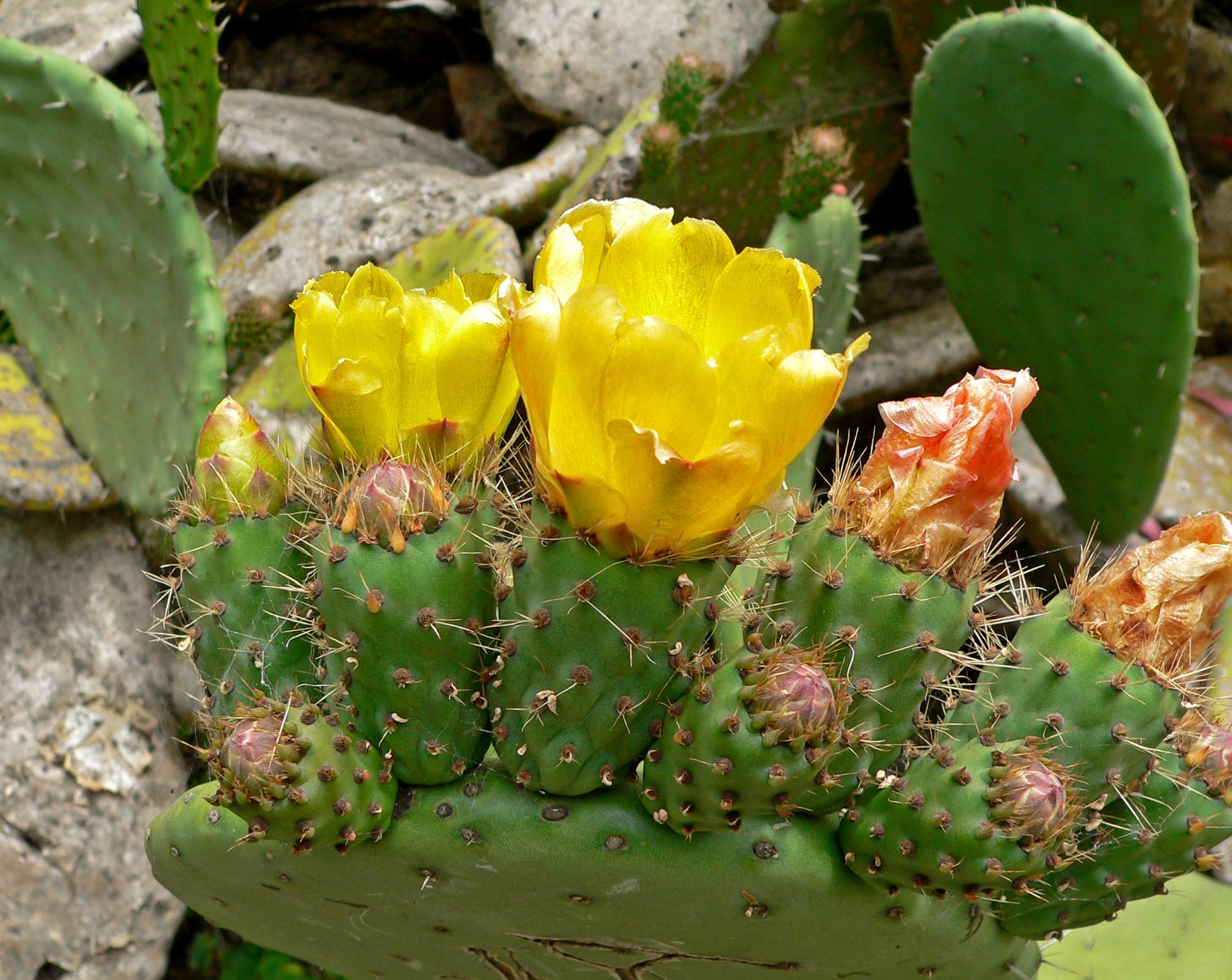
Bloem
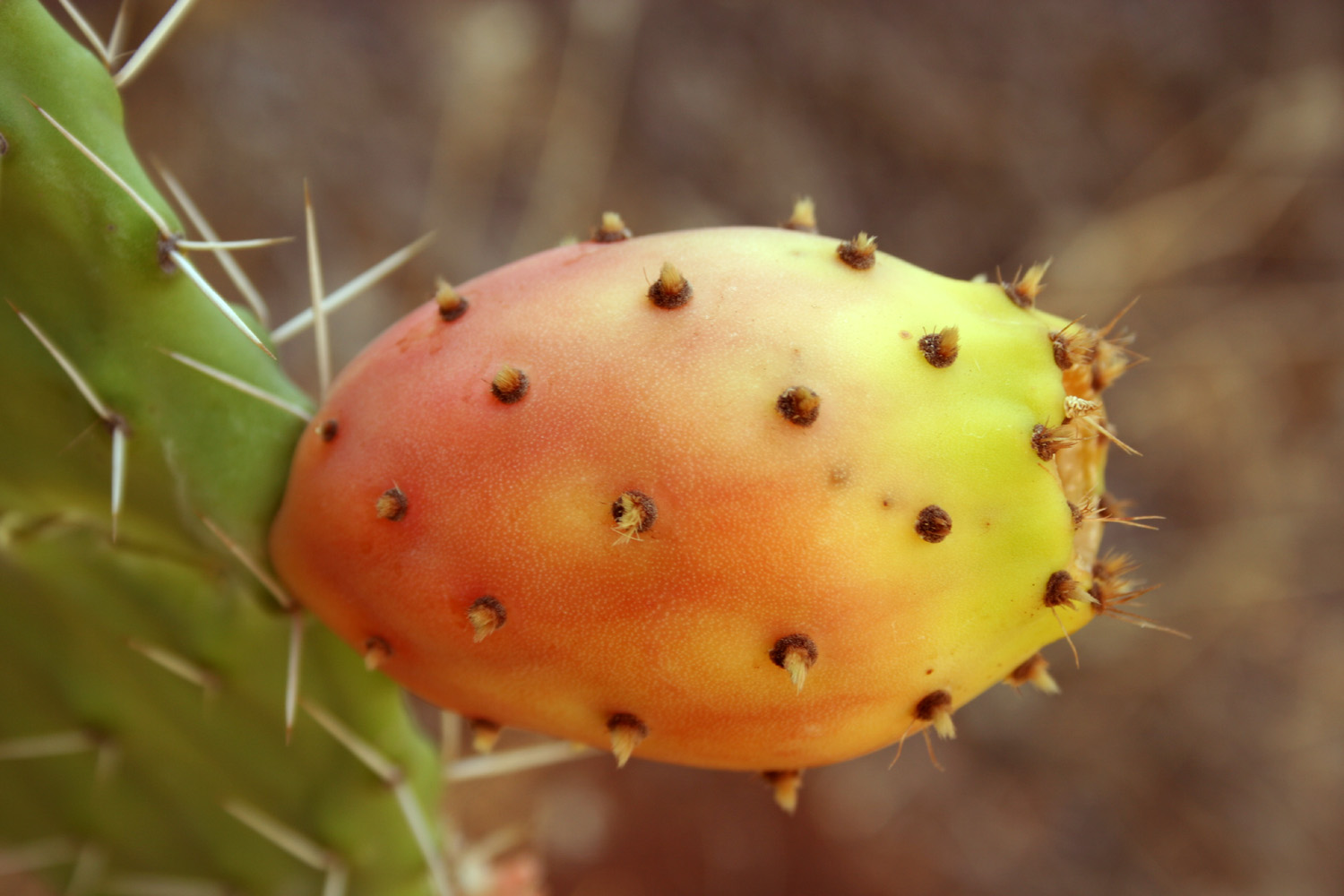
Vrucht
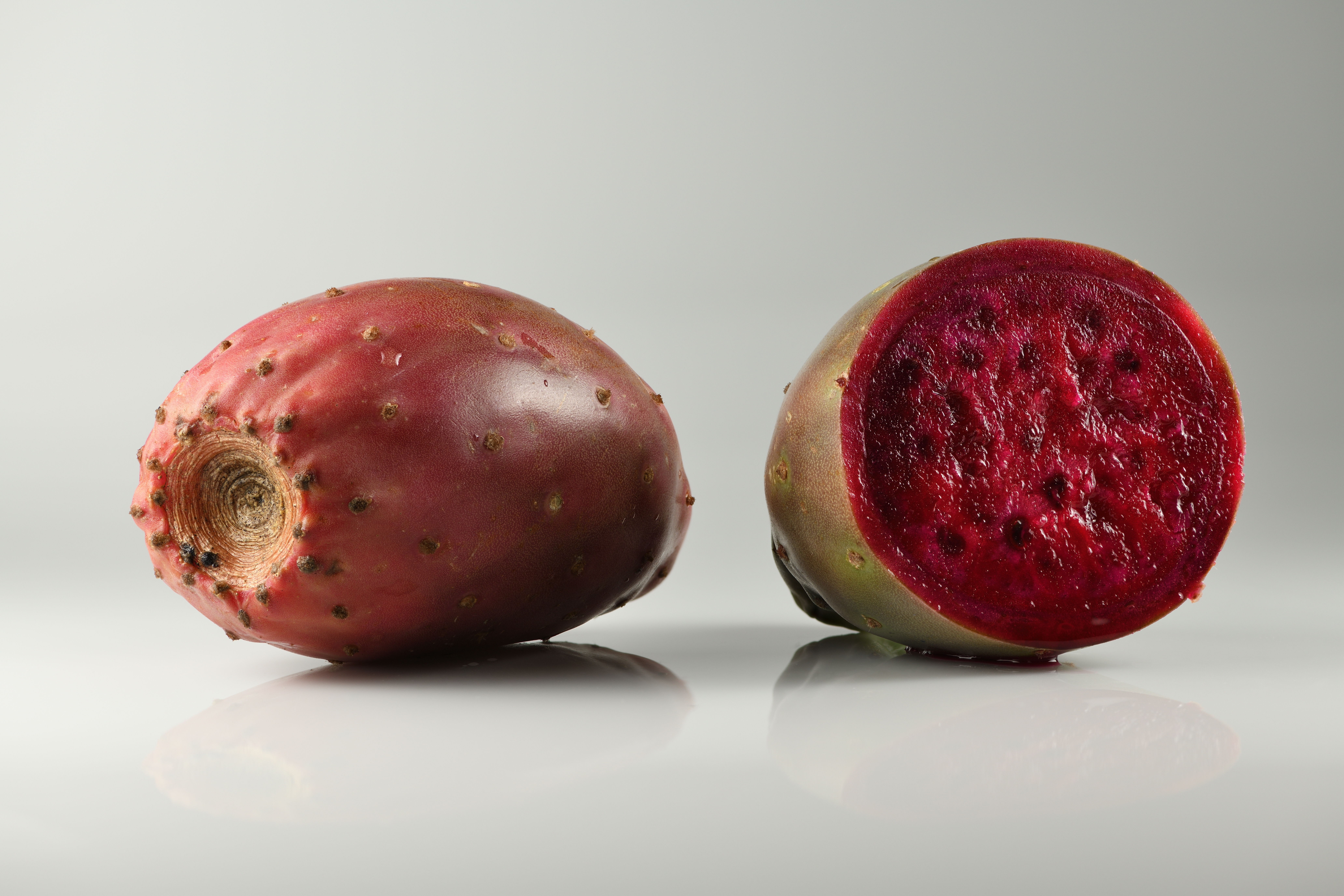
Vrucht 'Ruby'
Bloeiende Opuntia ficus-indica in het wapen van Mexico